# Peter Martin Roeder
Peter Martin Roeder (* 27. November 1927 in Berlin; † 11. September 2011) war ein deutscher Erziehungswissenschaftler und bis zu seiner Emeritierung 1995 Direktor am Berliner Max-Planck-Institut für Bildungsforschung.

## Leben
Vom Gymnasium wurde er zur Kriegsmarine einberufen und geriet 1945 in englische Kriegsgefangenschaft. 1947 holte Roeder das Abitur nach und wurde zum Volksschullehrer am Pädagogischen Institut Weilburg/Lahn ausgebildet. Sieben Jahre war er Lehrer an Volks- und Realschulen, daneben studierte er an der Universität Marburg die Fächer Pädagogik, Germanistik und Anglistik und promovierte 1960 dort im Fach Erziehungswissenschaft mit einer Dissertation Zur Geschichte und Kritik des Lesebuchs der höheren Schule. Als Assistent von Elisabeth Blochmann am Erziehungswissenschaftlichen Seminar Marburg habilitierte er sich 1966 für das Fach Erziehungswissenschaft. Die Berufung auf eine ordentliche Professur an die Universität Hamburg folgte seiner herausragenden Habilitationsschrift Erziehung und Gesellschaft. Ein Beitrag zur Problemgeschichte unter besonderer Berücksichtigung des Werkes von Lorenz von Stein.  
Roeder wurde 1973 zum wissenschaftlichen Mitglied und Direktor am Max-Planck-Institut für Bildungsforschung in Berlin berufen mit gleichzeitiger Ernennung zum außerordentlichen Professor an der Freien Universität Berlin. Ende 1995 wurde Roeder emeritiert. Im Jahr 1996 erhielt er einen Ehrendoktortitel der Ruhr-Universität Bochum als ein „Mitbegründer einer Pädagogik im sozialgeschichtlichen Kontext“.
Teile des Nachlasses Roeders werden durch das Archiv der Max-Planck-Gesellschaft erschlossen.
Peter Roeder ruht auf dem Hamburger Friedhof Wohldorf, dort wurde er am 22. September 2011 beigesetzt.

## Werk
Als einer der ersten Wissenschaftler überprüfte Roeder „die Theorie zur sprachlichen Sozialisation und der Selektionsfunktion von Sprachen“. Er überschritt die Grenzen der pädagogischen Tradition und begründete eine empirisch und sozialgeschichtlich ausgerichtete Erziehungswissenschaft in Deutschland mit.
Er förderte viele Nachwuchsforscher, die danach Teildisziplinen der Erziehungswissenschaft vertraten. Mit seiner Abkehr vom Deutschen Idealismus zugunsten des Kritischen Rationalismus habe besonders die empirische Ausrichtung der Institutsforschung eine „wichtige Stärkung“ erhalten.

## Schriften (Auswahl)
- Erziehung und Gesellschaft. Beltz 1968
- mit Achim Leschinsky: Schule im historischen Prozeß, Klett-Cotta 1976.
- mit Gundel Schümer: Unterricht als Sprachlernsituation. Cornelsen 1994. ISBN 978-3590142251
- mit B. Schmitz: Der vorzeitige Abgang vom Gymnasium, Berlin 1995. ISBN 3-87985-043-7